# ملا عبد المجيد آخند
ملا عبد المجيد آخند هو سياسي أفغاني من طالبان. وهو القائم بأعمال وزير الشهداء والمعاقين منذ 4 أكتوبر 2021.